# Can Mongé
Can Mongé és una masia del municipi de Sant Gregori (Gironès) protegida com a bé cultural d'interès local.

## Descripció
Masia de planta rectangular desenvolupada en planta baixa i una planta pis. La coberta és de teula àrab a dues vessants acabada amb un ràfec de dues fileres de teula i una de rajola. Les parets portants són de maçoneria amb restes d'arrebossat a les façanes, deixant a la vista els carreus de les cantonades i les obertures. La porta principal té forma d'arc de mig punt i és construïda amb dovelles, actualment mig tapades per uns contraforts adossats a la façana. La porta es troba descentrada respecte al carener. Les finestres de la planta superior són emmarcades per carreus bisellats, l'ampit és motllurat i descansa sobre tres grans carreus.
L'interior s'estructura en tres crugies perpendiculars a la façana principal. Els sostres són fets amb volta de rajola.
Al lateral dret de la casa, adossat, hi ha un paller-porxo, construït amb maçoneria i coberta a dues vessants. És suportada amb cairats i actualment acabada amb fibrociment. Presenta una columna de pedra a la cantonada.